# Колтуші
Колтуші (рос. Колтуши) — місто у Всеволожському районі Ленінградської області Російської Федерації.
Населення становить 216 осіб. Належить до муніципального утворення Колтушське міське поселення. Статус міста з 2023 року.

## Історія
Від 1 серпня 1927 року належить до Ленінградської області.

## Населення
| 2007 | 2010 | 2017 |
| ---- | ---- | ---- |
| 221  | ↘173 | ↗216 |